# Saint-Jean-Saint-Maurice-sur-Loire
Saint-Jean-Saint-Maurice-sur-Loire és un municipi francès situat al departament del Loira i a la regió d'Alvèrnia-Roine-Alps. L'any 2007 tenia 1.081 habitants.

## Demografia

### Població
El 2007 la població de fet de Saint-Jean-Saint-Maurice-sur-Loire era de 1.081 persones. Hi havia 438 famílies de les quals 96 eren unipersonals (36 homes vivint sols i 60 dones vivint soles), 169 parelles sense fills, 161 parelles amb fills i 12 famílies monoparentals amb fills.
La població ha evolucionat segons el següent gràfic:
Habitants censats

### Habitatges
El 2007 hi havia 509 habitatges, 437 eren l'habitatge principal de la família, 53 eren segones residències i 19 estaven desocupats. 493 eren cases i 12 eren apartaments. Dels 437 habitatges principals, 377 estaven ocupats pels seus propietaris, 50 estaven llogats i ocupats pels llogaters i 10 estaven cedits a títol gratuït; 2 tenien una cambra, 13 en tenien dues, 42 en tenien tres, 116 en tenien quatre i 264 en tenien cinc o més. 335 habitatges disposaven pel capbaix d'una plaça de pàrquing. A 168 habitatges hi havia un automòbil i a 238 n'hi havia dos o més.

### Piràmide de població
La piràmide de població per edats i sexe el 2009 era:
| Homes | Edats   | Dones |
| ----- | ------- | ----- |
| 1     | 95 o +  | 2     |
| 0     | 90 a 94 | 2     |
| 3     | 85 a 89 | 9     |
| 8     | 80 a 84 | 6     |
| 14    | 75 a 79 | 15    |
| 18    | 70 a 74 | 28    |
| 27    | 65 a 69 | 24    |
| 33    | 60 a 64 | 33    |
| 31    | 55 a 59 | 28    |
| 47    | 50 a 54 | 44    |
| 44    | 45 a 49 | 44    |
| 39    | 40 a 44 | 32    |
| 29    | 35 a 39 | 34    |
| 49    | 30 a 34 | 31    |
| 37    | 25 a 29 | 24    |
| 19    | 20 a 24 | 21    |
| 39    | 15 a 19 | 30    |
| 24    | 10 a 14 | 41    |
| 29    | 5 a 9   | 27    |
| 27    | 0 a 4   | 32    |

## Economia
El 2007 la població en edat de treballar era de 701 persones, 519 eren actives i 182 eren inactives. De les 519 persones actives 476 estaven ocupades (264 homes i 212 dones) i 43 estaven aturades (16 homes i 27 dones). De les 182 persones inactives 80 estaven jubilades, 52 estaven estudiant i 50 estaven classificades com a «altres inactius».

### Ingressos
El 2009 a Saint-Jean-Saint-Maurice-sur-Loire hi havia 453 unitats fiscals que integraven 1.118,5 persones, la mediana anual d'ingressos fiscals per persona era de 17.748 €.

### Activitats econòmiques
Dels 38 establiments que hi havia el 2007, 1 era d'una empresa extractiva, 1 d'una empresa alimentària, 3 d'empreses de fabricació d'altres productes industrials, 11 d'empreses de construcció, 7 d'empreses de comerç i reparació d'automòbils, 6 d'empreses d'hostatgeria i restauració, 1 d'una empresa immobiliària, 5 d'empreses de serveis, 1 d'una entitat de l'administració pública i 2 d'empreses classificades com a «altres activitats de serveis».
Dels 14 establiments de servei als particulars que hi havia el 2009, 1 era un taller de reparació d'automòbils i de material agrícola, 2 paletes, 3 guixaires pintors, 2 fusteries, 3 electricistes, 1 empresa de construcció i 2 restaurants.
L'únic establiment comercial que hi havia el 2009 era una fleca.
L'any 2000 a Saint-Jean-Saint-Maurice-sur-Loire hi havia 27 explotacions agrícoles que ocupaven un total de 1.044 hectàrees.

## Equipaments sanitaris i escolars
El 2009 hi havia una escola elemental.

## Poblacions més properes
El següent diagrama mostra les poblacions més properes.